# Židovský hřbitov v Kostelci u Kyjova
Židovský hřbitov v Kostelci u Kyjova založený v 18. století, je bývalý židovský hřbitov, který založily rodiny, jež se do Kostelce uchýlily po svém vypovězení z Hodonína. Zbytek hřbitova v lesíku na jih od vsi je již bez náhrobků (macev).